# Carcharodorhynchus
Carcharodorhynchus är ett släkte av plattmaskar. Carcharodorhynchus ingår i familjen Schizorhynchidae.
Släktet innehåller bara arten Carcharodorhynchus subterraneus.